# Eulepidotis electa
Eulepidotis electa là một loài bướm đêm trong họ Erebidae.